# 고전검사이론
고전검사이론(CTT,Classical test theory)은 항목의 난이도 또는 검사자의 능력과 같은 심리 검사 결과를 예측하는 관련 심리학 이론의 분야이다. 검사에서 관찰하거나 얻은 점수가 실제 점수(오류없는 점수)와 오류 점수의 합이라는 아이디어에 근거한 고전적인 테스트 이론이다. 일반적으로 고전검사이론의 목표는 심리 테스트의 신뢰도를 이해하고 향상시키는 것이다.

## 고전검사이론
```
                X         =       T      +    E
          observed score     true score     error
```

## 같이 보기
- 크론바흐 알파 계수
- 스피어만 브라운 공식
- 교육심리학